# Zeca apresenta o Quintal do Pagodinho ao vivo – Vol. 3
Zeca apresenta o Quintal do Pagodinho ao vivo – Vol. 3 é um álbum ao vivo do cantor e compositor brasileiro Zeca Pagodinho, lançado em 2016. Com produção de Rildo Hora e lançado pela Universal Music, o álbum é uma sequência de Quintal do Pagodinho 2, de 2012, sendo o terceiro lançamento da série Quintal do Pagodinho. O projeto reuniu mais uma vez os principais compositores da carreira de Pagodinho em uma roda de samba na residência do cantor em Xerém, Rio de Janeiro.

## Antecedentes
Em 2001, Zeca Pagodinho lançou o Quintal do Pagodinho, o primeiro dos três álbuns de um projeto reunindo seus mais consagrados compositores, como Zé Roberto, Alamir, Efson, Nelson Rufino, entre outros. Em 2012, Pagodinho retomou o projeto, que considerava um sonho antigo, em formato ao vivo e com produção de Rildo Hora. Nesta segunda edição, estiveram presentes também artistas de peso da música popular brasileira, como Jorge Ben Jor e Mariene de Castro. Com mais de 100 mil cópias vendidas, o álbum foi certificado em ouro pela ABPD.

## Descrição
Em junho de 2016, Pagodinho iniciou as gravações da terceira edição de Quintal do Pagodinho em seu sítio particular em Xerém, distrito de Duque de Caxias, Rio de Janeiro. Diferentemente das edições anteriores do projeto, o Quintal 3 foi planejado para grandes artistas da MPB e do samba interpretando seus grandes sucessos. A abertura do álbum ficou por conta de Maria Bethânia que interpreta o poema "Mora Comigo" (Luiz Carlos Lacerda) e, em seguida, divide os vocais com Pagodinho em "Sonho Meu" (Dona Ivone Lara / Délcio Carvalho). Entre diversos nomes, o álbum conta com a participação de Maria Rita (em "Ai Que Saudade Do Meu Amor", do álbum Alô Mundo, de 1993); Zélia Duncan (em "Jura", do álbum Água da Minha Sede, de 2000); João Bosco e Marcos Valle (em "Kid Cavaquinho" e "Nas Asas da Paixão", respectivamente). Um dos destaques das gravações foi o dueto improvisado de Benito Di Paula e Xande de Pilares em "Retalhos de Cetim", lançada pelo primeiro originalmente em 1973. O compositor Aluízio Machado interpreta o samba de enredo "Bumbum Praticumbum Prugurundum", que deu o título ao GRES Império Serrano em 1982, enquanto o intérprete Neguinho da Beija-Flor performa um medley com os sambas "O Neguinho e a Senhorita" e "O Campeão (Meu Time)". O cantor e compositor Paulinho da Viola encerra as gravações com uma regravação de seus sucessos "Coração Leviano" e "Foi um Rio Que Passou em Minha Vida".

## Lista de faixas

### CD
| CD 1 |                                                       |                                               |                                  |         |  |
| N.º  | Título                                                | Compositor(es)                                | Intérprete(s)                    | Duração |  |
| 1.   | "Toda a Hora"                                         | Toninho Geraes Moacyr Luz                     | Zeca Pagodinho                   | 3:06    |  |
| 2.   | "Sonho Meu"                                           | Dona Ivone Lara Délcio Carvalho               | Maria Bethânia Zeca Pagodinho    | 4:11    |  |
| 3.   | "Coração Leviano"                                     | Paulinho da Viola                             | Paulinho da Viola                | 3:27    |  |
| 4.   | "Samba do Approach"                                   | Zeca Baleiro                                  | Zeca Baleiro                     | 3:23    |  |
| 5.   | "Judia de Mim"                                        | Wilson Moreira Zeca Pagodinho                 | Wilson Moreira                   | 3:07    |  |
| 6.   | "Jura"                                                | Sinhô                                         | Zélia Duncan                     | 3:40    |  |
| 7.   | "Poeta do Morro"                                      | Luiz Melodia Ruizinho Luiz Carlos da Vila     | Luiz Melodia                     | 2:47    |  |
| 8.   | "Ser Humano"                                          | Claudemir Mario Cleide Marquinho Índio        | Claudemir                        | 3:08    |  |
| 9.   | "Retalhos de Cetim"                                   | Benito Di Paula                               | Benito Di Paula Xande de Pilares | 3:44    |  |
| 10.  | "Atalho"                                              | Jorge Aragão Cléber Augusto Djalma Falcão     | Mosquito                         | 2:36    |  |
| 11.  | "Ogum"                                                | Claudemir Marquinho PQD                       | Marquinho PQD                    | 4:36    |  |
| 12.  | "Cabô, Meu Pai"                                       | Aldir Blanc Moacyr Luz Luiz Carlos Da Vila    | Moacyr Luz                       | 4:07    |  |
| 13.  | "Encanto da Paisagem"                                 | Nelson Sargento                               | Nelson Sargento                  | 4:41    |  |
| 14.  | "Pisa Como Eu Pisei / Bumbum Praticumbum Prugurundum" | Beto Sem Braço Aluízio Machado Zeca Pagodinho | Aluízio Machado                  | 5:12    |  |

| CD 2 |                                                   |                                                           |                        |         |  |
| N.º  | Título                                            | Compositor(es)                                            | Intérprete(s)          | Duração |  |
| 1.   | "Nunca Mais Vou Jurar"                            | Arlindo Cruz Marcelinho Moreira Zeca Pagodinho            | Zeca Pagodinho         | 3:26    |  |
| 2.   | "Ai, Que Saudade do Meu Amor"                     | Arlindo Cruz Zeca Pagodinho                               | Maria Rita             | 3:15    |  |
| 3.   | "Kid Cavaquinho"                                  | Aldir Blanc João Bosco                                    | João Bosco             | 3:24    |  |
| 4.   | "Quando a Gira Girou"                             | Claudinho Guimarães Serginho Meriti                       | Claudinho Guimarães    | 3:58    |  |
| 5.   | "Nas Asas da Paixão"                              | Marcos Valle Luiz Carlos da Vila                          | Marcos Valle           | 3:43    |  |
| 6.   | "Ter Compaixão"                                   | Marquinho China Arlindo Cruz Zeca Pagodinho               | Marquinho China        | 3:18    |  |
| 7.   | "Delegado Chico Palha"                            | Nilton Campolino Tio Hélio                                | Marcelo D2             | 2:47    |  |
| 8.   | "Água da Minha Sede"                              | Roque Ferreira Dudu Nobre                                 | Roberta Sá             | 3:29    |  |
| 9.   | "Lama nas Ruas"                                   | Almir Guineto Zeca Pagodinho                              | Diogo Nogueira         | 4:31    |  |
| 10.  | "Os Papéis / O Samba é Meu Dom"                   | Wilson das Neves Paulo César Pinheiro Luiz Carlos da Vila | Wilson das Neves       | 4:25    |  |
| 11.  | "Vida da Minha Vida"                              | Moacyr Luz Sereno                                         | Fundo de Quintal       | 3:26    |  |
| 12.  | "Menor Abandonado"                                | Mauro Diniz Pedrinho da Flor Zeca Pagodinho               | Pedrinho da Flor       | 3:57    |  |
| 13.  | "O Neguinho e a Senhorita / O Campeão (Meu Time)" | Noel Rosa Abelardo Silva Luiz Marcondes                   | Neguinho da Beija-Flor | 3:48    |  |
| 14.  | "Foi um Rio Que Passou em Minha Vida"             | Paulinho da Viola                                         | Paulinho da Viola      | 4:57    |  |

## Créditos
- Rildo Hora – produção musical; harmônica
- Paulinho Galeto – cavaquinho
- Marcos Esguleba – tantã, pandeiro, percussão
- Felipe D'Angola – repique, caixa
- Beloba – tantã, repique
- Gordinho – surdo